# Cinandali
Cinandali – wieś w Gruzji, w regionie Kachetia, w gminie Telawi. W 2014 roku liczyła 2675 mieszkańców.